# الكيش (بنغازي)
الكيش هو حي سكني من أقدم الأحياء السكنية في بنغازي يقع جنوب مركز مدينة بنغازي، يحده من الشمال والغرب منطقة جليانة وطابلينو ومن الجنوب منطقة الفويهات ومن الشرق منطقة البركة. يرجع سبب تسمية الكيش بهذا الاسم إلى عائلة الكيش التي تملك أرض قديمة بالمنطقة وتسكن في المنطقة.

## أقسام حي الكيش
- الكيش القديم: من أقدم المناطق ببنغازي وأغلب سكانه يعرفون بعضهم.
- شعبية رقم 1
- شعبية رقم 2
- الزيتون.
- السبالة.

## مؤسسات داخل منطقة الكيش
- شركة الخليج العربي للنفط.
- أمانة اللجنة الشعبية للتعليم – بنغازي.
- عيادة الكيش المجمعة.

1. ↑   http://ar.thetimenow.com/libya. {{استشهاد ويب}}: |url= بحاجة لعنوان (مساعدة) والوسيط |title= غير موجود أو فارغ (من ويكي بيانات) (مساعدة)